# すたみな太郎

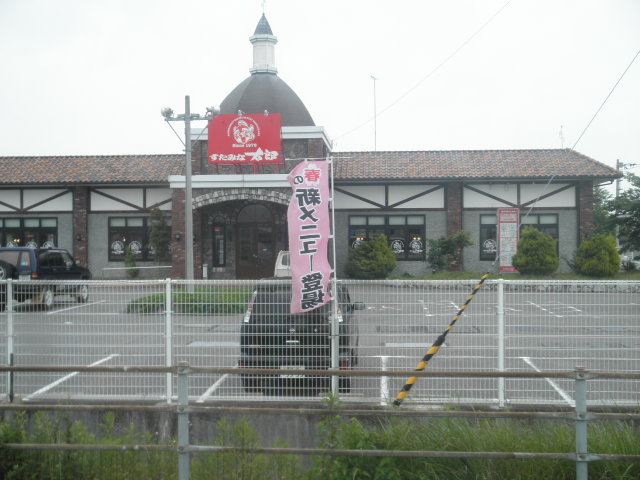
店舗の一例 徳島松茂店（2020年9月30日閉店）

すたみな太郎（すたみなたろう）は、東京都足立区西綾瀬に本社を置く株式会社江戸一が経営する外食チェーンストア。1978年に東京都足立区にオープンした環七店が1号店であるが、すでに閉店している。
焼肉・寿司・デザート中心のバイキング形式の店舗を展開する。江戸一は1965年に五反野駅前で開店した大衆居酒屋から出発した企業であるが、まだ食べ放題レストランという業態がなかった1970年代に開業したバイキングレストランの先駆的存在である。

## 概要
焼肉用の生肉をはじめ、各種の食材や料理をセルフサービスで取りに行く形式のバイキングで、テーブルには焼肉用の無煙ロースターが設置されている。開業当初は鉄板焼き用のテーブルを使用していた。
料理はセントラルキッチン方式ではなく各店舗で調理し、焼肉用の生肉や寿司ネタの刺身も店内でスライスしている。ケーキは自社工場で生産したものを各店舗で提供している。ソフトドリンクは別料金のドリンクバーでの提供となり、酒類は1杯ごとにオーダーする。料金やメニュー、営業時間は各店舗や出店地域によって異なる。
「食のテーマパーク」として、作って食べる楽しさを提供している。他店にはない特徴として、客が自由に店内の食材を組み合わせてオリジナルメニューを作れる「つくっちゃお♪メニュー」があり、公式ウェブサイトや公式Instagramアカウントでもメニュー作例が紹介されている。
イメージキャラクターとして「すたろーくん」「みーなちゃん」が設定されている。
毎月18日は「すたみな太郎の日」として制定されており、この日はカラフル綿菓子が限定メニューとして登場する。

2010年12月には、江戸一本部にインバウンド観光客取り込みのため営業企画部を立ち上げ、一般社団法人アジアインバウンド観光振興会（AISO）の会員にもなった。2012年頃から中国や韓国から大型クルーズ客船が九州などに寄港した際は、バイキングに対応した広い客席と、観光バス数台が停められる規模の駐車場を備えたロードサイド店舗という特徴を活かし、多数の訪日外国人団体ツアー客を受け入れた。また自分で料理を作れる食べ放題という点も外国人観光客に好評を博した。2012年当時は九州に19店舗（うち福岡県に7店舗）があり、旺盛なインバウンド需要に応えることが可能であった。
2014年に実施した、3回食べ放題にチャレンジして、さらにバイキングメニューを使った新たな組み合わせメニューの考案のレポートを提出すれば、「すたみな太郎」独自の職種・バイキングエキスパートに着任、報酬として食べ放題50回分の無料券を提供する「バイキングエキスパート」キャンペーン、日本エレキテル連合の持ちネタ「朱美ちゃんと細貝さん」のメイクを施して来店すれば食べ放題無料となる「ガチ☆メイクチャレンジ」キャンペーンは、いずれも顧客キャンペーンとしての基準が厳しいとして、キャンペーン告知直後に公式サイトがアクセス不能となるほどの話題となった。
2018年には、創業40周年記念企画として「麺対決」が行われた。2018年12月7日から2019年1月14日にかけては、ベビースターラーメンとのコラボレーション企画が行われた。

## 店舗ブランド

### すたみな太郎
「すたみな太郎」グループのメインブランド。セルフサービス式のバイキングレストラン。郊外型の大型ロードサイド店舗を主として全国展開する。
かつては「バイキング」「グローバルバイキング」「バイキング江戸一」「バイキングエドゥーノ」といった屋号があったが、近年ごく一部を除き「すたみな太郎」に屋号が統一された。

### すたみな太郎NEO
オーダーバイキングとセルフサービス式の混合店。立川店の閉店により店舗ブランドが消滅した。
立川店：東京都立川市砂川町2丁目12-16。武蔵砂川駅南東側。1987年開店、五日市街道沿いの砂川三番交差点付近で33年間営業してきたが、2020年1月13日をもって閉店した。

### すたみな太郎NEXT
「駅近立地」「高品質」「ゆったり」を標榜する次世代型店舗。「すたみな太郎の進化系」と称している。すべて都市部の商業ビルやショッピングセンターなどのテナントとして出店する。メニューも高級志向となり「すたみな太郎」より高価格に設定されている。
首都圏（東京都・神奈川県・埼玉県・千葉県）、関西（大阪府・兵庫県）に計12店舗を出店していた。かつては愛知県にも「すたみな太郎NEXT」ドン・キホーテ栄店を出店していたが、2019年11月10日に閉店し東海地方から撤退した。
「すたみな太郎NEXT」BIGBOX高田馬場店が山手線内への初出店となった。
2012年4月5日に横浜伊勢佐木モール店、2012年9月8日に吉祥寺店が開店。2015年9月16日にドン・キホーテ道頓堀御堂筋店が開店。2016年6月8日に上野アメ横店、2016年6月16日に三宮店が開店した。その他、大森店（大森駅北口）、八王子店（八王子駅北口）、川口店（川口駅東口）、津田沼店（津田沼駅南口）なども出店していた。
後述の新型コロナウイルス感染症流行の影響による大量閉店もあり、2022年12月時点では、東京都3店舗（BIGBOX高田馬場店、上野アメ横店、亀戸店）、大阪府1店舗（ドン・キホーテ道頓堀御堂筋店）の計4店舗に減少し、神奈川県・埼玉県・千葉県・兵庫県から「すたみな太郎NEXT」ブランドは消滅している。

### すたみな太郎　Premium Buffet
「すたみな太郎」グループのプレミアムブランド。セルフサービス式のバイキングレストラン。郊外型の大型ロードサイド店舗を主として全国展開する。
全国に千葉北店、所沢店の2店舗ある。

## 新型コロナウイルス感染症流行の影響による大量閉店

### 出店地域と店舗数
2019年1月時点で、バイキングレストランとしては国内最多の142店舗を北海道から鹿児島県まで展開していた。京都府・島根県・愛媛県・沖縄県には店舗が存在しなかった。
新型コロナウイルス感染症流行の影響による大量閉店のため、2020年11月時点ではさらに、富山県・奈良県・和歌山県・徳島県から撤退している。また東京都内の「すたみな太郎」店舗は青梅インター店のみとなった（前述のとおり都内には「すたみな太郎NEXT」店舗もある）。
2020年11月4日時点での「すたみな太郎」「すたみな太郎NEXT」の店舗数は94店で、2019年1月時点に比べて48店舗も減少した。全国の店舗数内訳は、北海道・東北に19店、関東に32店（NEXTを4店含む）、甲信越・北陸に7店、東海に9店、近畿に8店（NEXTを1店含む）、中国・四国に9店、九州に10店（地方区分は公式サイト「店舗検索」による）。

### 営業自粛の影響と大量閉店
2019年末からの新型コロナウイルス感染症流行の影響を受け、江戸一では他社に先駆け「政府からのブッフェ形式での会食自粛に関する発表を勘案」するとし、バイキング・ブッフェ形式のグループ店舗「すたみな太郎」「すたみな太郎NEXT」をはじめ、「バイキング 喰喰」池袋店、自然食バイキング「くつろぎブッフェ 森のめぐみ」東松山店において、2020年3月5日から全店で営業自粛を開始した。
当初は3月12日まで自粛予定としていたが、3月10日に全国の「すたみな太郎」の約4割に当たる54店舗などで自粛延長を発表した。3月17日と18日には、5店舗を3月末をもって閉店すること、7店舗が再開未定であることを発表し、それ以外の全店舗は3月20日までに順次営業を再開した。3月20日に営業再開しなかった12店舗は3月末をもって閉店となった。
しかし同年4月7日に政府から緊急事態宣言が発令されたことを受け、対象地域となる東京都（3店舗）、神奈川県（5店舗）、埼玉県（10店舗）、千葉県（8店舗）、大阪府（2店舗）、兵庫県（4店舗）、福岡県（4店舗）の「すたみな太郎」全36店舗で、翌4月8日から4月29日まで再び営業自粛することとなった。また都市型店舗の「すたみな太郎NEXT」11店舗については、全店舗が対象地域に含まれるため全店で営業自粛となった。
営業自粛解除後も閉店が相次ぎ、同年4月30日には2店舗、5月には4店舗が閉店。さらに6月から10月にかけても大量閉店が続き、新型コロナウイルス感染症の流行によって大きな影響を受けた。また「すたみな太郎」「すたみな太郎NEXT」以外でも、「バイキング 喰喰」は営業再開したものの、「くつろぎブッフェ 森のめぐみ」は閉店し店舗ブランドが消滅している。

### 2020年3月31日に閉店した店舗
- 3月17日・18日に閉店発表された5店舗
  1. すたみな太郎 東浦和店（埼玉県さいたま市緑区）[37]
  2. すたみな太郎 ベイタウン本牧5番街店（神奈川県横浜市中区、ベイタウン本牧5番街2階）[38]
  3. すたみな太郎 春野店（高知県高知市）[39]
  4. すたみな太郎 新宮店（福岡県糟屋郡新宮町）[40]
  5. すたみな太郎 大分店（大分県大分市）[41]
- 営業再開日未定から閉店となった7店舗
  1. すたみな太郎 小平小川町店（東京都小平市）[42]
  2. すたみな太郎 八王子堀之内店（東京都八王子市松木）[43]
  3. すたみな太郎 下館店（茨城県筑西市）[44]
  4. すたみな太郎 石岡店（茨城県石岡市）[45]
  5. すたみな太郎 西友沼津店（静岡県沼津市）[46]
  6. すたみな太郎 榛原店（静岡県牧之原市）[47]
  7. すたみな太郎 小松島店（徳島県小松島市）[48]

### 2020年4月以降に閉店した店舗
1. すたみな太郎 フレスポ小田原店（神奈川県小田原市、フレスポ小田原シティーモール南館2階）4月30日閉店[49]。
2. すたみな太郎NEXT 吉祥寺店（東京都武蔵野市）4月30日閉店[14]。
3. すたみな太郎NEXT 川口店（埼玉県川口市）閉店日不明（5月頃閉店）[50]。これにより埼玉県から「すたみな太郎NEXT」が消滅。
4. すたみな太郎 町田木曽店（東京都町田市）5月17日閉店[51]。
5. すたみな太郎 広陵店（奈良県北葛城郡広陵町）5月17日閉店[52]。
6. すたみな太郎 上越店（新潟県上越市）5月26日閉店[53]。
7. すたみな太郎 足利店（栃木県足利市）5月26日閉店[54]。
8. すたみな太郎NEXT 八王子店（東京都八王子市）閉店日不明。3月20日に営業再開後[22]、6月22日までに閉店[21][55]。
9. すたみな太郎 つくば店（茨城県つくば市）閉店日不明。3月13日に営業再開後[34]、再び営業自粛。6月22日時点では営業自粛中として店舗存続[55]、その後閉店[56]。
10. すたみな太郎 ひたちなか店（茨城県ひたちなか市）閉店日不明。3月13日に営業再開後[34]、再び営業自粛。6月22日時点では営業自粛中として店舗存続[55]、その後閉店[57]。
11. すたみな太郎 三芳店（埼玉県入間郡三芳町）閉店日不明。3月13日に営業再開後[34]、再び営業自粛。6月22日時点では営業自粛中として店舗存続[55]、その後閉店[58]。
12. すたみな太郎 東松山シルピア店（埼玉県東松山市）閉店日不明。3月13日に営業再開後[34]、再び営業自粛。6月22日時点では営業自粛中として店舗存続[55]、その後閉店[59]。ショッピングセンターシルピアに出店。
13. すたみな太郎 成東店（千葉県山武市）閉店日不明。3月14日に営業再開後[34]、再び営業自粛。6月22日時点では営業自粛中として店舗存続[55]、その後閉店[60]。
14. すたみな太郎 PAT綾瀬店（神奈川県綾瀬市）閉店日不明。3月20日に営業再開後[34]、再び営業自粛。6月22日時点では営業自粛中として店舗存続[55]、その後閉店[61]。パワーセンターPAT綾瀬に出店。
15. すたみな太郎 佐久店（長野県佐久市）閉店日不明。3月20日に営業再開後[34]、再び営業自粛。6月22日時点では営業自粛中として店舗存続[55]、その後閉店[62]。
16. すたみな太郎 新潟店（新潟県新潟市東区）閉店日不明。3月20日に営業再開後[34]、再び営業自粛。6月22日時点では営業自粛中として店舗存続[55]、その後閉店[63]。
17. すたみな太郎 新発田店（新潟県新発田市）閉店日不明。3月20日に営業再開後[34]、再び営業自粛。6月22日時点では営業自粛中として店舗存続[55]、その後閉店[64]。
18. すたみな太郎 敦賀店（福井県敦賀市）閉店日不明。3月20日に営業再開後[34]、再び営業自粛。6月22日時点では営業自粛中として店舗存続[55]、その後閉店[65]。
19. すたみな太郎 春日井神屋店（愛知県春日井市）閉店日不明。3月20日に営業再開後[34]、再び営業自粛。6月22日時点では営業自粛中として店舗存続[55]、その後閉店[66]。「バイキング江戸一」からの転換店舗[66]。
20. すたみな太郎 和歌山岩出バイパス店（和歌山県和歌山市）閉店日不明。3月13日に営業再開後[34]、再び営業自粛。6月22日時点では営業自粛中として店舗存続[55]、その後閉店[67]。
21. すたみな太郎NEXT 三宮店（兵庫県神戸市中央区）閉店日不明。6月22日時点では営業自粛中として店舗存続[55]、その後閉店[18]。これにより兵庫県から「すたみな太郎NEXT」が消滅。
22. すたみな太郎 神戸鹿の子台店（兵庫県神戸市北区）閉店日不明。3月13日に営業再開後[34]、再び営業自粛。6月22日時点では営業自粛中として店舗存続[55]、その後閉店[68]。
23. すたみな太郎 米子日吉津店（鳥取県西伯郡日吉津村）閉店日不明。3月13日に営業再開後[34]、再び営業自粛。6月22日時点では営業自粛中として店舗存続[55]、その後閉店[69]。
24. すたみな太郎 福岡西店（福岡県福岡市西区）閉店日不明。3月13日に営業再開後[34]、再び営業自粛。6月22日時点では営業自粛中として店舗存続[55]、その後閉店[70]。
25. すたみな太郎 苅田店（福岡県京都郡苅田町）閉店日不明。3月13日に営業再開後[34]、再び営業自粛。6月22日時点では営業自粛中として店舗存続[55]、その後閉店[71]。
26. すたみな太郎 熊本浜線店（熊本県熊本市南区）閉店日不明。3月20日に営業再開後[34]、再び営業自粛。6月22日時点では営業自粛中として店舗存続[55]、その後閉店[72]。
27. すたみな太郎 大分明野店（大分県大分市）閉店日不明。3月13日に営業再開後[34]、再び営業自粛。6月22日時点では営業自粛中として店舗存続[55]、その後閉店[73]。
28. すたみな太郎 都城店（宮崎県都城市）閉店日不明。3月13日に営業再開後[34]、再び営業自粛。6月22日時点では営業自粛中として店舗存続[55]、その後閉店[74]。
29. すたみな太郎NEXT 津田沼店（千葉県習志野市）6月26日閉店[75]。これにより千葉県から「すたみな太郎NEXT」が消滅。
30. すたみな太郎 ビバモール加須店（埼玉県加須市）7月1日閉店[76]。
31. すたみな太郎 高岡店（富山県高岡市）8月27日閉店[77]。
32. すたみな太郎 福岡志免店（福岡県糟屋郡志免町）9月13日閉店[78]。
33. すたみな太郎 西新井店（東京都足立区）9月22日閉店[79]。
34. すたみな太郎 富山南店（富山県富山市）9月22日閉店[80]。
35. すたみな太郎 天理店（奈良県天理市）9月22日閉店[81]。
36. すたみな太郎 徳島松茂店（徳島県板野郡松茂町）9月30日閉店[82]。
37. すたみな太郎 松任店（石川県白山市）9月30日閉店[83]。
38. すたみな太郎 浜北店（静岡県浜松市浜北区（現・浜松市浜名区））10月18日閉店[84]。

## 不祥事
- 2015年6月24日に「すたみな太郎NEXT」吉祥寺店で食事をした17歳から61歳の男女13人が腹痛や下痢などの症状を訴え、うち2人が入院し、病原性大腸菌O157による食中毒と判明した[85]。当該店舗では同年7月6日から営業自粛していたが、東京都福祉保健局は7月9日から4日間の営業停止処分とした[85]。